# Paatos
I Paatos sono un gruppo musicale progressive rock svedese formato nel 1999 da Reine Fiske e Stefan Dimle, entrambi precedentemente membri dei Landberk, Petronella e Ricard Nettermalm e Johan Wallen.
Il gruppo, pur incorporando influenze di Portishead e Massive Attack, è solitamente classificata come rock progressivo.

## Formazione
Attuale
- Petronella Nettermalm – voce (1999-presente)
- Peter Nylander – chitarra, cori (2003-presente)
- Ulf Ivarsson – basso (2009-presente)
- Huxflux Nettermalm – batteria (1999-presente)

Ex-componenti
- Reine Fiske – chitarra (1999-2003)
- Stefan Dimle – basso (1999-2009)
- Johan Wallén – tastiera (1999-2009)

## Discografia

### Album in studio
- 2002 – Timeloss
- 2004 – Kallocain
- 2006 – Silence of Another Kind
- 2011 – Breathing
- 2012 – V
- 2025 – Ligament

### Album dal vivo
- 2008 – Sensors

### Extended play
- 2001 – Perception/Tea